# Metopolophium
Genre
Metopolophium est un genre d'insectes de l'ordre des hémiptères, de la famille des Aphididae, qui comprend une vingtaine d'espèces dont certaines sont des ravageurs des cultures.

## Liste d'espèces
Selon Catalogue of Life (18 mai 2014) :
- Metopolophium albidum
- Metopolophium alpinum
- Metopolophium arctogenicolens
- Metopolophium berberinutritum
- Metopolophium caudatum
- Metopolophium chandrani
- Metopolophium darjeelingense
- Metopolophium darjilingense
- Metopolophium dirhodum
- Metopolophium fasciatum
- Metopolophium festucae
- Metopolophium frisicum
- Metopolophium lacheni
- Metopolophium longicaudatum
- Metopolophium montanum
- Metopolophium mukhamadievi
- Metopolophium palmerae
- Metopolophium pedicularis
- Metopolophium rosaescutum
- Metopolophium sabihae
- Metopolophium tenerum

Selon NCBI (21 avril 2023) :
- Metopolophium albidum
- Metopolophium dirhodum